# Вангеловска, Стойна
Стойна Вангеловска (макед. Стојна Вангеловска; род. 5 февраля 1965 или 5 февраля 1964, Скопье) — югославская, а впоследствии, македонская баскетболистка. Серебряный призёр летних Олимпийских игр 1988 года.

## Биография
Стойна Вангеловска родилась 5 февраля 1964 года (по данным МОК — 1965) в Скопье.

## Карьера
Стойна Вангеловска впервые вошла в состав олимпийской сборной Югославии в 1984 году. На Олимпийских играх в Лос-Анджелесе Стойна стала самой молодой баскетболисткой в составе своей страны, ей было 19 лет 176 дней. Югославские баскетболистки сумели одержать всего одну победу в пяти матчах, заняв последнее место в предварительном раунде, проходившем по круговой системе. Это же место стало итоговым для девушек-баскетболисток Югославии на Олимпиаде-1984.
После Олимпиады, не принёсшей медальных успехов, Вангеловска продолжила играть в своей стране, в результате чего к следующим Олимпийским играм в южнокорейском Сеуле подошла в качестве капитана сборной Югославии. Женский баскетбольный турнир проходил в два раунда, в первом восемь команд были разделены на две группы, из которых в основные полуфиналы выходили первые два места, а последние два участвовали в квалификации за 5-8 места. Югославские баскетболистки победили Чехословакию и Китай, уступили сборной США, выйдя в полуфинал со второго места. Победив сборную Австралии с преимуществом в одно очко, Югославия вышла в финал, где вновь уступила американским баскетболисткам. Стойна Вангеловска вместе со своей командой стала серебряным призёром Игр.
В дальнейшем Стойна становилась лучшим игроком чемпионатов мира и Европы, а после завершения спортивной карьеры становилась вице-президентом Македонского олимпийского комитета, членом Совета директоров, а также входила в Клуб Великих Македонского олимпийского комитета.

## Награды
- Орден «За заслуги перед Республикой Северная Македония» (21 марта 2022 года)[9].